# Joseph De Bakker
Joseph Anna De Bakker (nascido em 27 de maio de 1934) é um ex-ciclista belga. Representou seu país, Bélgica, na corrida de 1 km contrarrelógio nos Jogos Olímpicos de Verão de 1952, terminando na nona posição.